# Vagadu
Vagadu est un roman de Pierre Jean Jouve paru en 1931. Associé à Hécate (paru en 1928), il constitue le second volet du diptyque Aventure de Catherine Crachat.

## Résumé rapide
Le second volet du diptyque Aventure de Catherine Crachat est Vagadu (1931) : moins qu’un roman, c’est une extraordinaire succession de scènes oniriques rêvées par Catherine lors du transfert qu’elle vit avec son psychiatre, le Docteur Leuven (où on peut reconnaître Rudolph Loewenstein, le célèbre psychiatre de Blanche Reverchon et Jacques Lacan et ami de Marie Bonaparte) : ce roman exploite explicitement la « matière psychanalytique» comme aucun roman ne l’avait fait auparavant.

## Éditions
- Hécate, suivi de Vagadu, L'Imaginaire/Gallimard, 2010.